# سایوز تی۳
سایوز-تی۳ (به روسی: Союз )(به معنای اتحاد) یک مأموریت سرنشین دار سازمان فضایی شوروی و حامل پانزدمین گروه اعزامی به مقصد ایستگاه فضایی سالیوت۶ بود. برای اولین بار بعد از ۱۰ سال روس ها توانستند ۳ فضانورد را به سوی فضا پرتاب کنند.

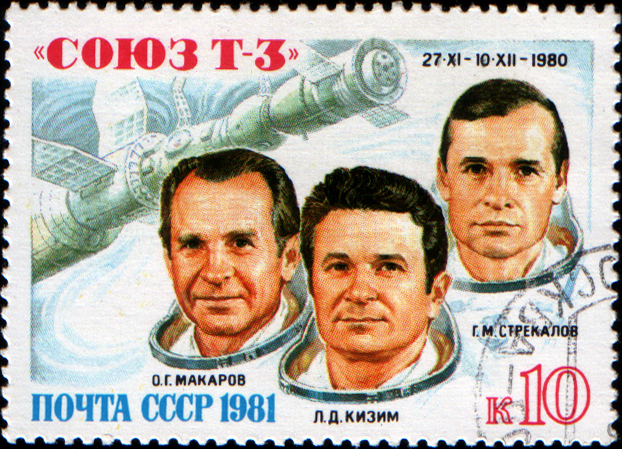
تصویر فضانوردان سایوز تی۳ روی تمبر

## خدمه مأموریت
| شماره | نام                     | ملیت               | تعداد پرواز | نقش عملیاتی | تصویر |
| ۱     | لئونید کیزیم            | اتحاد جماهیر شوروی | ۱           | فرمانده     |       |
| ۲     | اولگ گریگوریویچ ماکاروف | اتحاد جماهیر شوروی | ۳           | مهندس پرواز |       |
| ۳     | گنادی استرکالوف         | اتحاد جماهیر شوروی | ۱           | محقق فضایی  |       |